# Pont ferroviaire de Schaerbeek
Le pont ferroviaire de Haren-Sud (ou du Harenberg) est un ouvrage d'art métallique qui permet à la nouvelle ligne rapide entre Bruxelles et Louvain de franchir un faisceau important de voies au niveau de la sortie de la gare de formation de Schaerbeek (à Haren). De manière à limiter la distance entre le niveau des voies à franchir et celui de la nouvelle voie, la solution structurale choisie est celle du pont bow-string. Dans cette solution, les poussées d'arc (ou poussées au vide) sont reprises par un tirant matérialisé par le tablier. Le tablier est donc en traction ce qui permet de limiter son épaisseur. La superstructure du pont est un bow-string dont l’arc est un caisson métallique, le tablier sous-voies est constitué d’un platelage orthotrope et les suspentes, qui relient arcs et tablier, sont des tubes métallique inclinés.
De manière à limiter la durée d'interruption des voies à franchir, la superstructure métallique du pont bow-string a été montée sur site en dehors de la zone des voies en service. La mise en place définitive depuis l’aire de préfabrication a été effectuée par lancement (déplacement longitudinal à l'aide de vérins).
Le pont appelé abusivement de Schaerbeek, doit son nom à la gare de Schaerbeek, située à quelques kilomètres de là, ainsi qu'à la gare de triage de Schaerbeek-Formation, qui s'étend entre cette dernière et le nord de Haren. En réalité, le pont et une grande partie de la gare de formation se situent sur l'ancienne commune de Haren, commune de Bruxelles-ville depuis 1921.

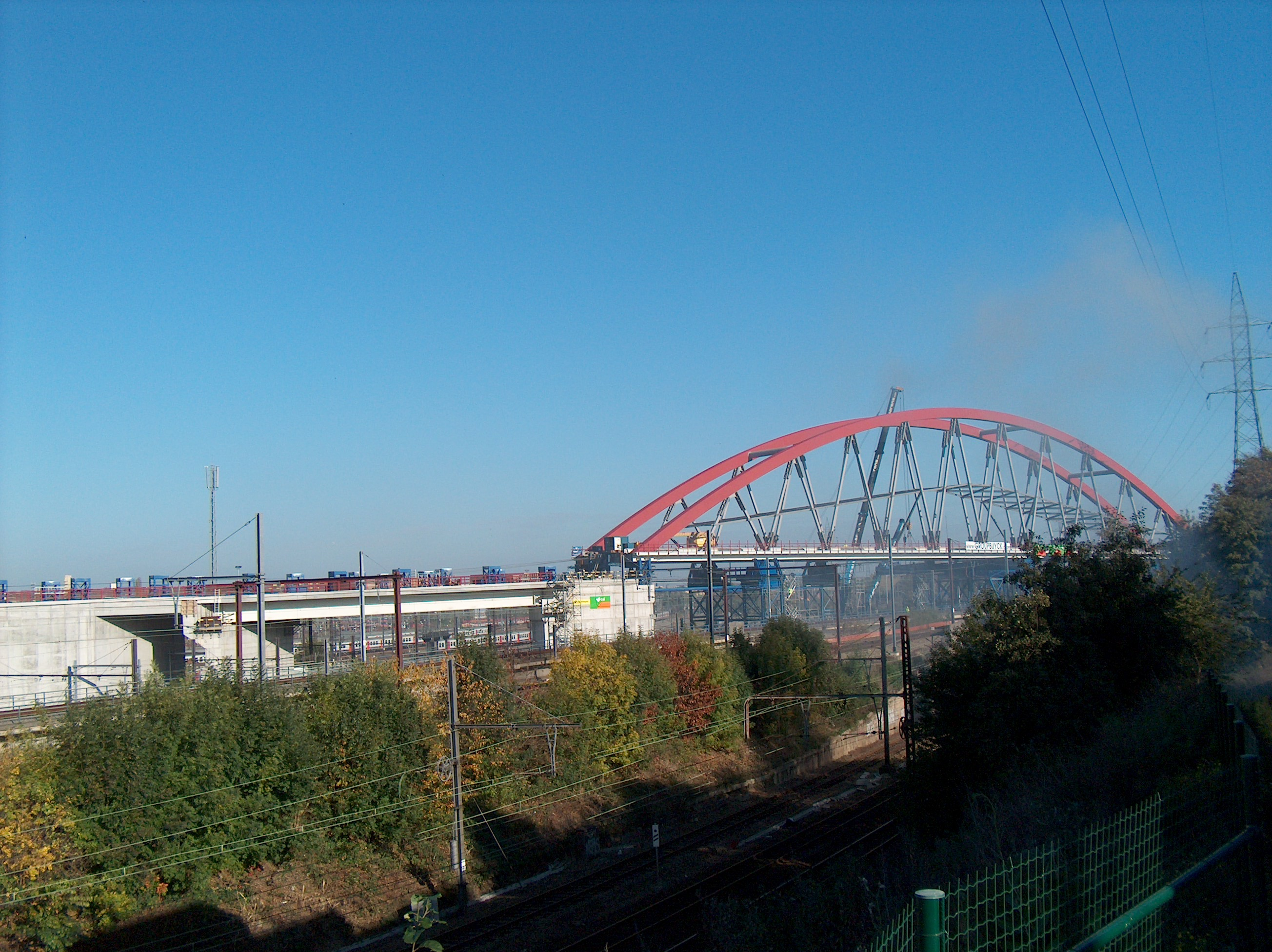
Le pont bow-string en cours de lancement.
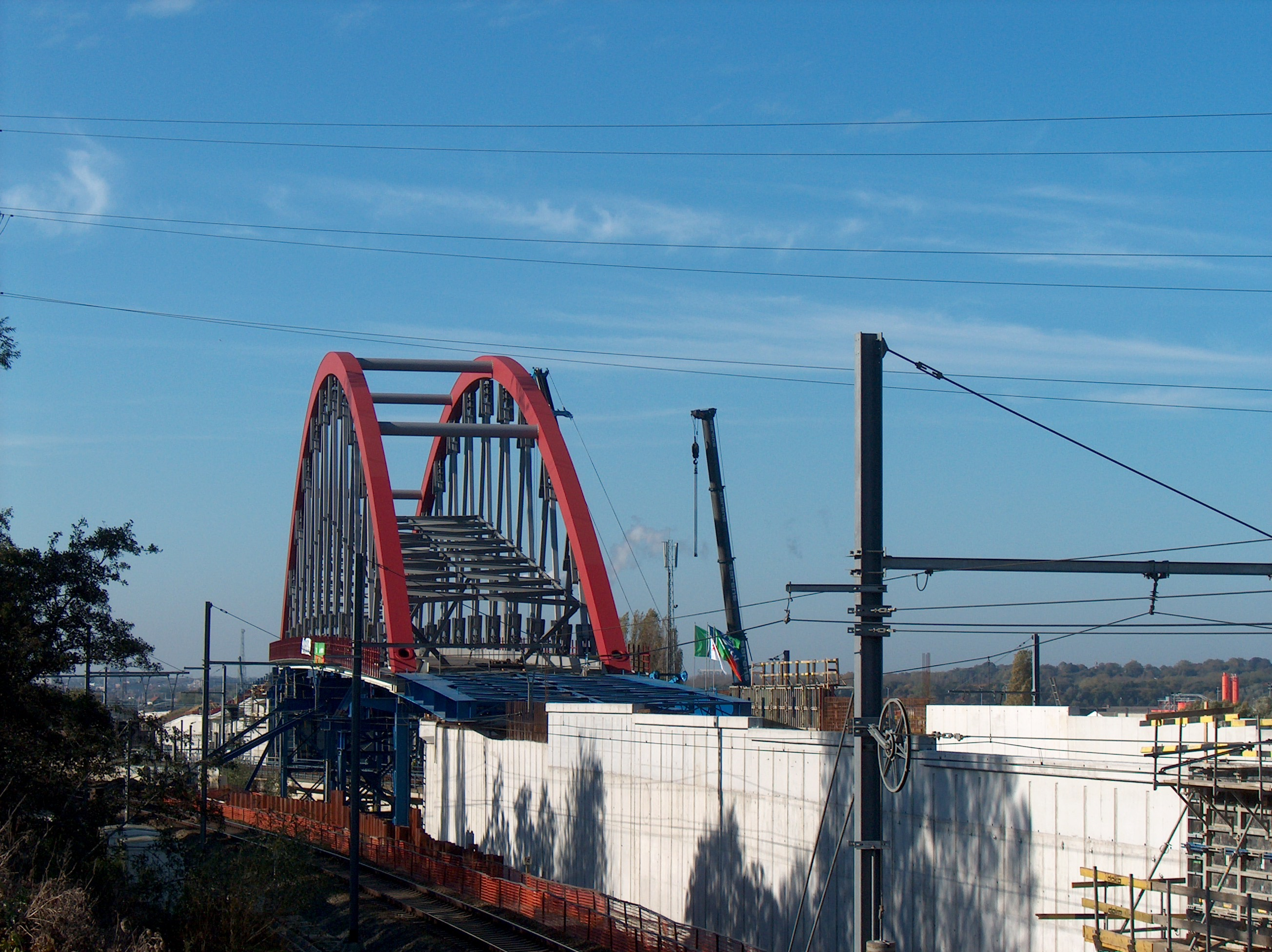
En bleu, la superstructure provisoire munie de vérins.
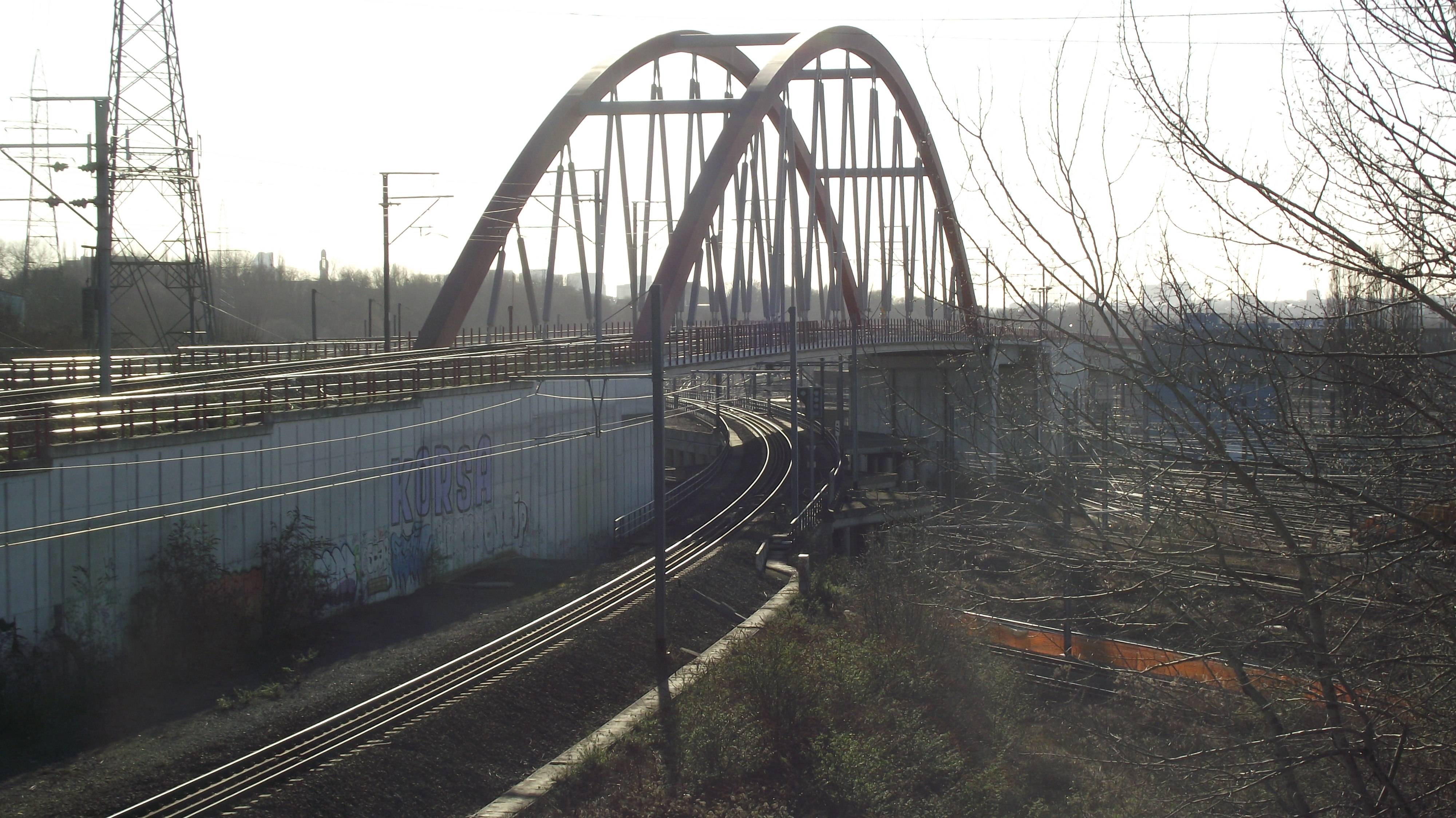
Extrémité à proximité de la gare de Haren-Sud.
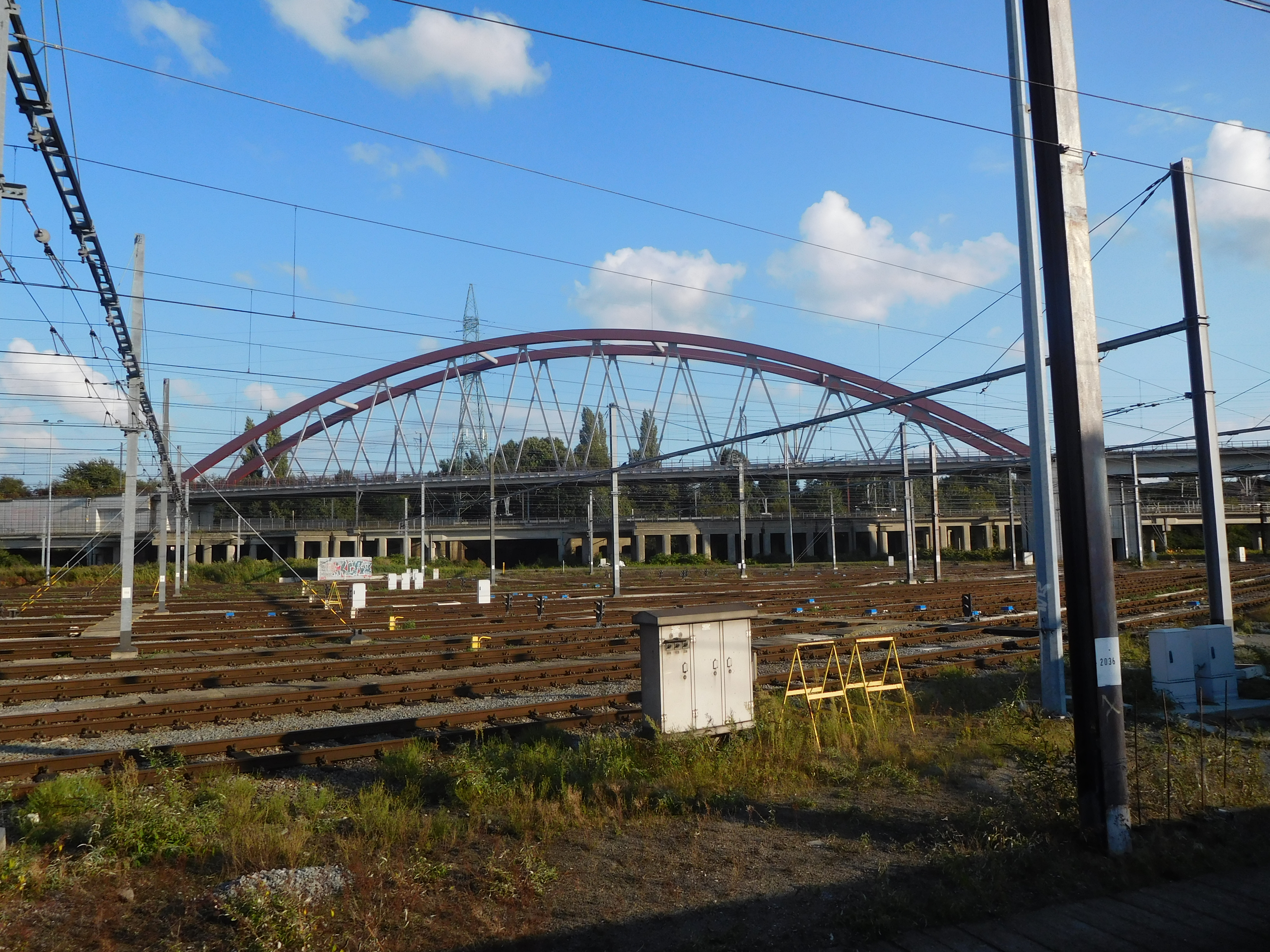
Vue depuis un train de voyageurs circulant en contrebas.